# 頭戴副緋鯉
金線副緋鯉，為輻鰭魚綱鱸形目鬚鯛科的其中一個種。

## 分布
本魚分布於中西太平洋區，包括夏威夷群島及中途島等海域。

## 深度
水深20至183公尺。

## 特徵
本魚體為淺粉紅色，腹部白色，頭頂、體背部及體中央有較深的粉紅色，鱗片大，並帶有黑色邊緣，具有頦鬚一對。尾鰭深分叉且透明，腹鰭、胸鰭、第一背鰭為粉紅色。上下頜齒只有一列。背鰭兩個。背鰭硬棘共8枚、軟條共9枚；臀鰭硬棘1枚、軟條7枚。體長可達19.6公分。

## 生態
本魚棲息在礁沙混合區，屬肉食性，以無脊椎動物等為食。